# Мария Франциска Козловская
Феликса Магдалена Мария Францишка Козловская (27 мая 1862, Wieliczna, Masovian Voivodeship, Мазовецкое воеводство — 23 августа 1921, Плоцк, Варшавское воеводство) — основательница и духовная покровительница мариавитизма, названная её последователями Матерью и признанная святой в Мариавитской церкви.
Феликса Магдалена Козловская родилась 27 мая 1862 года в Величне близ Венгрува в римско-католической семье. Ее родителями были молодые супруги Козловские — Якуб и Анна, урождённая Ольшевская, выходцы из обедневшей польской знати. Якуб Козловский был полномочным представителем владельцев поместья в Сточек Венгровски и одновременно работал управляющим лесным хозяйством на их участке в Величне. Когда Феликсе было всего 8 месяцев, ее отец погиб 3 февраля 1863 года в битве при Венгруве, сражаясь за освобождение Польши во время Январского восстания. Там он был похоронен в братской могиле вместе с 40 другими бойцами.